# Salvatore Tatarella
Salvatore Tatarella (ur. 11 października 1947 w Cerignoli, zm. 28 stycznia 2017 w Bari) – włoski polityk, prawnik i samorządowiec, poseł do Parlamentu Europejskiego IV, VI i VII kadencji.

## Życiorys
Ukończył w 1972 studia prawnicze na Uniwersytecie w Bari. W tym samym roku wszedł w skład komitetu krajowego Włoskiego Ruchu Społecznego, od 1982 zasiadał ścisłym kierownictwie tej partii. Pełnił też funkcję sekretarza MSI w Foggii. Po rozwiązaniu tego ugrupowania został członkiem władz Sojuszu Narodowego, był m.in. jego koordynatorem regionalnym w Apulii.
W 1994 objął stanowisko mera gminy Cerignola, a w 2003 zastępcy burmistrza Bari. W latach 1994–1999 po raz pierwszy zasiadał w Parlamencie Europejskim. W 1999 w wyborach uzupełniających został posłem do Izby Deputowanych XIII kadencji, mandat deputowanego sprawował przez dwa lata. Od 2000 do 2004 był zastępcą członka Komitetu Regionów.
W 2004 ponownie wybrano go do Parlamentu Europejskiego. Zasiadał we frakcji Unii na rzecz Europy Narodów oraz w Komisji Ochrony Środowiska Naturalnego, Zdrowia Publicznego i Bezpieczeństwa Żywności. Od 2009 należał do Ludu Wolności, w tym samym roku uzyskał reelekcję w wyborach europejskich. W 2010 przeszedł do nowej partii pod nazwą Przyszłość i Wolność dla Włoch. W PE zasiadał do 2014.